# Witold Pac-Pomarnacki

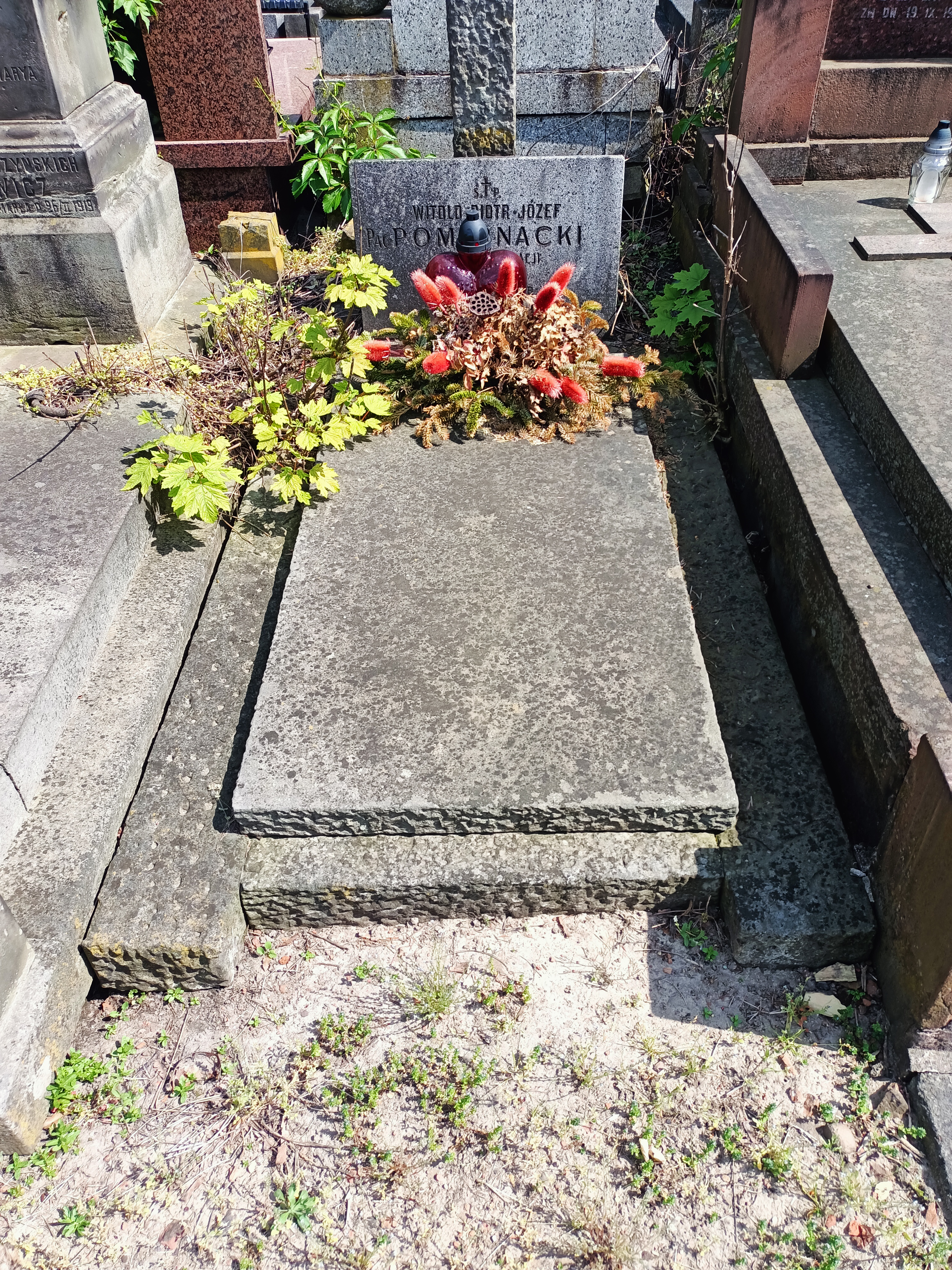
Grób Witolda Pac-Pomarackiego na Cmentarzu Powązkowskim

Witold Piotr Józef Pac-Pomarnacki herbu Gozdawa (ur. 1881 w Gieczanach, w pow. wiłkomierskim,  zm. 31 grudnia 1956 w Warszawie) – polski inżynier, specjalista budowy mostów, wykładowca Politechniki Warszawskiej.

## Życiorys
Urodził się w rodzinie ziemiańskiej na Litwie Kowieńskiej, w rodzinie Wacława (1855–1932) i Ludwiki z Bolcewiczów (1867–1946). Jego młodszymi braćmi był ziemianin Wacław Jan (1895–1975), ojciec Mikołaja oraz jeden z najmłodszych żołnierzy Samoobrony Litwy i Białorusi Stanisław Janusz (1904-1919). Ukończył gimnazjum w Kownie, a następnie Instytut Inżynierów Komunikacji w Petersburgu (1900).
W niepodległej Polsce pracował w Ministerstwie Komunikacji (1918–1920). Następnie do końca swej kariery zawodowej był wykładowcą od 1932 adiunktem w Katedrze Budowy Mostów Politechniki Warszawskiej. Był wybitnym projektantem mostów.
19 stycznia 1955 został odznaczony Medalem 10-lecia Polski Ludowej.
Zmarł w Warszawie, pochowany na cmentarzu Powązkowskim (kwatera 81-6-24).